# Carina Dahl
Carina Dahl (Trondheim, 15 de agosto de 1985), é uma cantora de música pop, compositora, modelo, bailarina e atriz norueguesa. A cantora é filha de Morten Dahl, também conhecido como Diesel Dahl, baterista da banda de heavy metal TNT, conhecidos pelos singles "10,000 Lovers (In One)" e "Intution.

## Biografia
Em 2000, aos 15 anos, começou a carreira como modelo profissional, fazendo trabalhos em países como Reino Unido, Japão, França e Estados Unidos, sendo que em 2005 foi eleita uma das modelos mais bonitas da Noruega. Em 2006 participou do Big Brother Norge, versão do reality show Big Brother realizada em consenso entre duas emissoras da Noruega e da Suécia. Apesar de ser filha do baterista da banda TNT e ter uma carreira bem sucedida como modelo, conseguiu entrar para o programa, já que as regras da edição da Noruega apenas impedem celebridades como atores e cantores conhecidos de participar. Carina chegou à terceira colocação no programa, passando um total de 107 dias em casa.
Em 2009 se envolveu com a música e passou a fazer aulas de canto e dança para poder se lançar profissionalmente como cantora. Em 2010 Carina assinou com a Stargate Music, gravadora dos noruegueses do Stargate, equipe de produção conhecida por trabalhar com as cantoras Rihanna, Beyoncé, Katy Perry e Mariah Carey. Em 6 de dezembro de 2010 lançou seu primeiro álbum, Hot Child, embalado pelo sucesso "Screw", que havia lançado meses antes e produzido inteiramente por Stargate. Para o álbum Carina chegou a gravar a canção "Sticky Dough", que foi excluida na pré-seleção de faixas que entraria no álbum, sendo apenas uma faixa demo descartada. A canção foi regravada em 2011 pela cantora brasileira Wanessa para seu sétimo álbum.
Em 2010 participou do Norway Rock Festival, o maior evento de música de seu país. Participou também do Melodi Grand Prix,a seleção noruega para o Festival Eurovisão da Canção no qual chegou na final nacional,mas no entanto não conseguiu ser a vencedora.

## Discografia

### Álbuns
| Ano  | Álbum | Posições |
| Ano  | Álbum | NOR      |
| ---- | --- | -------- |
| 2010 | Hot Child - Lançamento: 6 de dezembro de 2010 - Formatos: CD, download digital - Gravadora: Stargate Music | 101      |

### Singles
| Ano  | Single             | Charts | Charts | Álbum                        |
| Ano  | Single             | NOR    | ISL    | Álbum                        |
| ---- | ------------------ | ------ | ------ | ---------------------------- |
| 2010 | "Screw"            | —      | 10     | Hot Child                    |
| 2010 | "Crash Test Dummy" | —      | —      | Hot Child                    |
| 2011 | "Guns & Guys"      | 34     | 3      | Eurovision Song Contest 2011 |

## Filmografia

### Televisão
| Ano  | Programa                     | Personagem   | Nota                             |
| ---- | ---------------------------- | ------------ | -------------------------------- |
| 2002 | Dieselråttor Och Sjömansmöss | Carina       | 2 episódios                      |
| 2006 | Big Brother Norge            | Participante | 3º lugar no reality show         |
| 2010 | Fredag                       | Ela mesma    | 1 episódio                       |
| 2011 | Melodi Grand Prix            | Participante | Festival de música televisionado |

### Cinema
| Ano  | Filme         | Personagem | Nota         |
| ---- | ------------- | ---------- | ------------ |
| 2011 | Kronjuvelerna | Estori     | Pós-produção |